# Rifugio 17 de Agosto
Il rifugio 17 de Agosto (in spagnolo Refugio 17 de Agosto) è un rifugio antartico temporaneo argentino nei pressi della base San Martín. Il nome ricorda la data di morte del generale José de San Martín, eroe dell'indipendenza sudamericana, il 17 agosto 1850.
Il rifugio si compone di un solo edificio che viene utilizzato come luogo di sosta durante le missioni dell'area. All'interno vi sono due letti e sono conservate scorte di cibo e combustibile.